# Oleg Kótov
Oleg Valérievitx Kótov (rus: Олег Валериевич Котов) va néixer el 27 d'octubre de 1965, a Simferòpol, a l'oblast de Crimea en l'RSS d'Ucraïna. Després d'acabar la carrera de física va ser assignat al programa espacial, es va unir al cos d'astronautes russos. Va volar en dos vols espacials de llarga duració a l'Estació Espacial Internacional registrant poc menys d'un any a l'espai. Kótov és actualment assignat a les estades de llarga duració de Soiuz TMA-10M/Expedició 37/Expedició 38 programades per 2013-2014.